# Guillaume-François Le Trosne
Guillaume-François Le Trosne, né le 13 octobre 1728 à Orléans et mort le 26 mai 1780 à Paris, est un juriste et économiste français, qui demeure l'une des principales figures de la physiocratie, école de pensée fondée par François Quesnay et le marquis de Mirabeau en juillet 1757.

## Biographie

### Origines
Né à Orléans le 13 octobre 1728, il est le fils de Guillaume Le Trosne, conseiller et secrétaire du roi, juge magistrat du bailliage et siège présidial d’Orléans, et de Thérèse Marguerite Arnault, fille de Louis Arnault de Nobleville, marchand bourgeois d’Orléans.

### Formation juridique
Il fait des études de droit à Orléans et suit l’exemple paternel en se destinant tôt à la robe. En 1748, il est, en première année de droit, l’élève du célèbre Robert-Joseph Pothier dont il composera plus tard, en 1773, un Éloge historique. Pendant deux ans, il a d’ailleurs le privilège, avec M. de Guienne, avocat au Parlement et ami intime de Pothier, de revoir le manuscrit du grand ouvrage de ce dernier, Pandectae Justinianeae in novum ordinem digestae, publié à Paris, de 1748 à 1752.

### Le magistrat
De 1753 à 1774, Le Trosne est installé dans l’office d’avocat du roi au présidial d’Orléans. Il fera part de sa riche expérience de magistrat dans un discours critique mémorable intitulé De l'Etat de la magistrature et des causes de sa décadence (1764). Lorsqu'il quitte sa charge après plus de vingt ans de carrière, il reçoit le titre de conseiller honoraire au présidial d’Orléans. Il mettra à profit sa retraite pour publier ses Vues sur la justice criminelle (1777); il y soutient vigoureusement le modèle exposé par Michel Servan dans son fameux discours de 1767 sur la justice criminelle.

### Le physiocrate

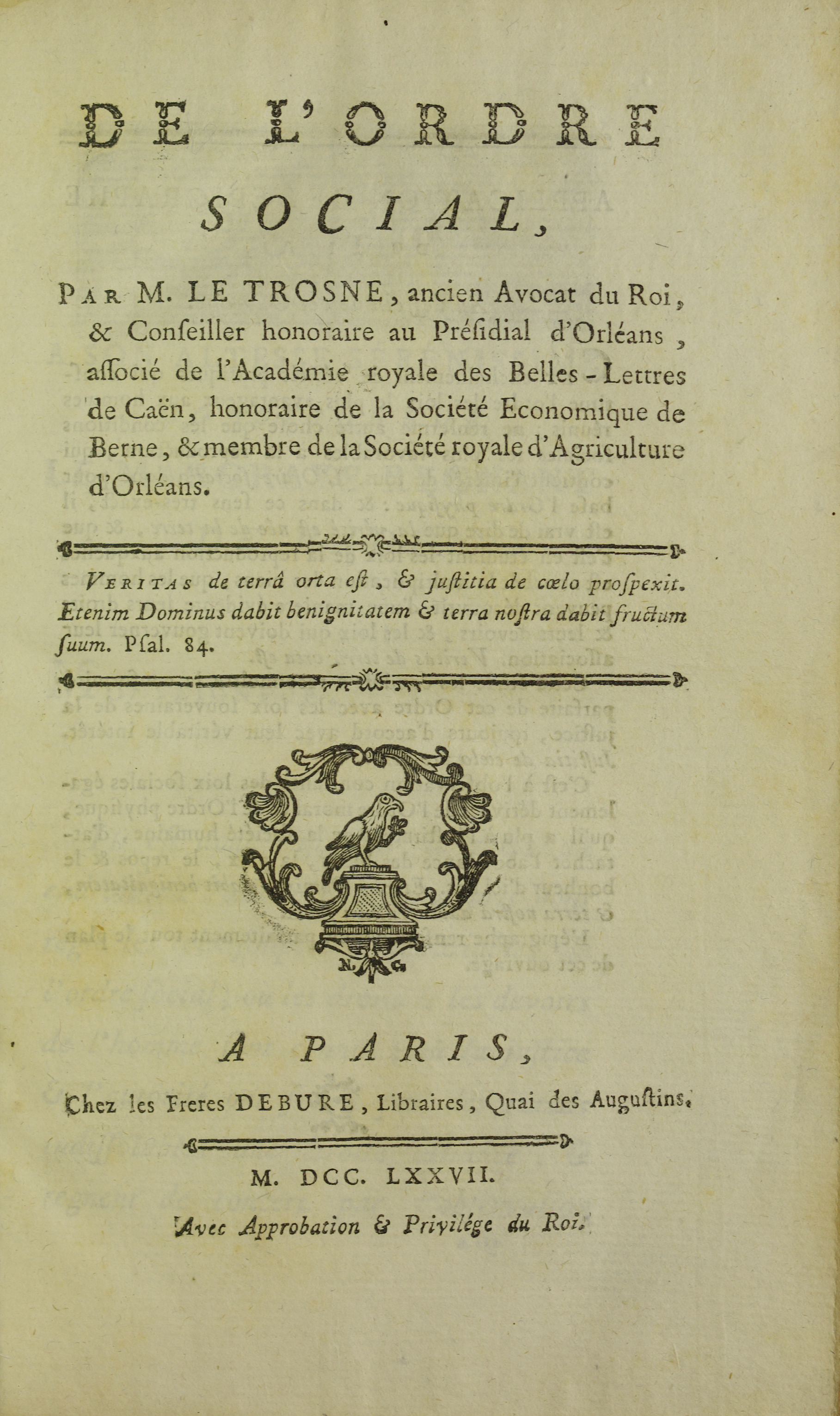
De l'ordre social, 1777

Jusqu’en 1763, il s’occupe de questions de droit naturel, de droit des gens et de droit féodal. Membre titulaire fondateur de la Société royale d’agriculture de la généralité d’Orléans, il devient cette même année un fervent disciple de la doctrine élaborée par le docteur François Quesnay. Aussi, de 1765 à 1767, il insère des articles d’économie dans les journaux spécialisés, notamment dans le journal de l’école, les Éphémérides du citoyen. À partir de 1768, il se livre à des travaux plus amples dans lesquels il développe les principaux préceptes du mouvement physiocratique.
Parallèlement à sa fonction d’écriture, il est, à partir de 1769, membre associé de l’Académie royale des belles-lettres de Caen où il lit, en 1770 et 1771, cinq discours qu’il publiera en 1777 dans un de ses ouvrages les plus importants: De l’ordre social. Le Trosne est, d’autre part, membre honoraire de la Société économique de Berne.
Son dernier grand ouvrage, dans lequel on trouve un exposé complet et extrêmement détaillé de la pensée administrative du courant physiocratique, date de 1779 : De l’administration provinciale et de la réforme de l’impôt. Avant d’être publié, ce mémoire avait d’ailleurs remporté le prix offert par l’Académie de Toulouse. Mais, comme en 1780 devait se tenir une réunion du clergé à Paris, le garde des Sceaux craignit que ce livre ne les indisposât, car il suggérait notamment d’imposer les biens des ecclésiastiques. Pour éviter le bruit et le scandale, le livre est saisi, bien que Necker, pourtant peu réputé pour ses sympathies physiocratiques, en ait favorisé la publication.

### Décès
Peu de temps après cet épisode, Le Trosne meurt à Paris, le 26 mai 1780, à la suite d’une fluxion de poitrine.

## Œuvres
Le Trosne est l'auteur de nombreux articles et ouvrages concernant le droit, l'économie et la politique. Parmi ces derniers, il convient de citer :
- Discours sur l'état actuel de la magistrature et sur les causes de sa décadence, 1764
- Mémoire sur les vagabonds et les mendiants, 1764.
- Éloge historique de M. Pothier, conseiller au présidial d’Orléans et professeur de droit françois en l’Université de la même ville, 1773.
- De l’ordre social, 1777.
- De l’intérêt social, 1777.
- Vues sur la justice criminelle, 1777.
- De l’administration provinciale et de la réforme de l’impôt, 1779.